# 黃瀾
黃瀾（1454年—？），字源續，號壺陰，福建興化府莆田縣人，軍籍，明朝政治人物。

## 生平
福建鄉試第五十八名舉人。弘治六年（1493年）中式癸丑科會試第六十五名，二甲第八十九名進士。六月选翰林院庶吉士，八年十月授编修，请终养歸，母亲去世后，起复原职。充甲戌科會試同考官，正德十年（1515年）四月升國子監司業，十一年十月升南京翰林院侍讲学士，嘉靖初致仕。

## 家族
曾祖黃伯騰；祖父黃立敏；父黃玉英，母鄭氏。慈侍下。孫黄洪毗。